# Liste der Biografien/Anda
Liste der Biografien |
Portal Biografien |
Personensuche
# |
A |
B |
C |
D |
E |
F |
G |
H |
I |
J |
K |
L |
M |
N |
O |
P |
Q |
R |
S |
T |
U |
V |
W |
X |
Y |
Z |
?
 
Aa |
Ab |
Ac |
Ad |
Ae |
Af |
Ag |
Ah |
Ai |
Aj |
Ak |
Al |
Am |
An |
Ao |
Ap |
Aq |
Ar |
As |
At |
Au |
Av |
Aw |
Ax |
Ay |
Az
 
Ana–Anc |
And |
Ane |
Anf |
Ang |
Anh |
Ani |
Anj |
Ank |
Anl |
Anm |
Ann |
Ano |
Anp |
Anq |
Anr |
Ans |
Ant–Anz
 
Anda |
Ande |
Andh |
Andi |
Andj |
Andl |
Ando |
Andr |
Ands |
Andu |
Andy |
Andz
Die Liste der Biografien führt alle Personen auf, die in der deutschsprachigen Wikipedia einen Artikel haben. Dieses ist eine Teilliste mit 29 Einträgen von Personen, deren Namen mit den Buchstaben „Anda“ beginnt.

## Anda
- Anda Padilla, Pablo de (1830–1904), mexikanischer katholischer Priester
- Anda, Béla (* 1963), deutscher Journalist, Regierungssprecher und Chef des Bundespresseamtes (2002–2005)
- Anda, Géza (1921–1976), ungarisch-schweizerischer Pianist
- Anda, José de Jesús, mexikanischer Fußballspieler und -trainer
- Anda, Per (* 1965), schwedischer Poolbillardspieler
- Anda, Raúl de (1908–1997), mexikanischer Filmregisseur, Schauspieler, Drehbuchautor und Filmproduzent
- Anda, Rodolfo de (1943–2010), mexikanischer Schauspieler, Filmregisseur und -produzent
- Anda-Bührle, Hortense (1926–2014), Schweizer Unternehmerin, Kunstsammlerin und Mäzenin

### Andac
- Andaç, Doğan (1923–2013), türkischer Fußballspieler
- Andačić, Mateo (* 1997), kroatisch-deutscher Fußballspieler

### Andag
- Andagoya, Pascual de (1495–1548), spanischer Konquistador

### Andah
- Andahadna, Nema (1939–2018), amerikanische Okkultistin, Zeremonienmagierin und Schriftstellerin
- Andahazi, Federico (* 1963), argentinischer Autor und Psychologe
- Andaházi, Margit (1923–1976), ungarische Schauspielerin

### Andal
- Andal, hinduistische Mystikerin
- Andalibi, Shaho (* 1974), iranischer Musiker
- Andall, Joseph, grenadischer Politiker und Schullehrer
- Andalò, Brancaleone degli († 1258), italienischer Politiker und Volkstribun
- Andalò, Diana († 1236), Dominikanerin, Gründerin des Agnes-Klosters
- Andaluz, Luiza (1877–1973), portugiesische katholische Ordensschwester

### Andam
- Andam, Aba (* 1948), ghanaische Physikerin und Hochschullehrerin
- Andam, F. D. (1901–1969), deutscher Schriftsteller, Drehbuchautor und Filmmanager
- Andami, Azar (1926–1984), iranische Medizinerin und Bakteriologin

### Andan
- Andang, Ghalib († 2005), philippinischer Terrorist
- Andant, Téo (* 1999), französischer Sprinter

### Andar
- Andari, Antoine Nabil (* 1949), libanesischer Geistlicher, Kurienbischof im Maronitischen Patriarchat von Antiochia

### Andav
- Andavo, Julien Mbia (1950–2024), kongolesischer Geistlicher, römisch-katholischer Bischof von Isiro-Niangara

### Anday
- Anday, Rosette († 1977), ungarische Opernsängerin (Mezzosopran)
- Andaya, Rolando, Jr. (1969–2022), philippinischer Politiker